# Ruo Shui
Ruo Shui (även Etsin gol, Edsen gol, Edsin gol, Dong He) är en flod i Inre Mongoliet, Kina. Det ligger i den centrala delen av landet, 1 400 km väster om huvudstaden Peking. I trakten råder ett kallt ökenklimat. Årsmedeltemperaturen i trakten är 13 °C. Den varmaste månaden är juli, då medeltemperaturen är 32 °C, och den kallaste är december, med −8 °C. Genomsnittlig årsnederbörd är 128 millimeter. Den regnigaste månaden är juni, med i genomsnitt 43 mm nederbörd, och den torraste är mars, med 1 mm nederbörd.
Under Handynastin kallades området Chü-yen. Längs floden i anslutning till dess oaser finns ett stort antal ruiner och lämningar i form av vakttorn och murrester från bland annat Handynastin. Sedan slutet av 1700-talet lever framför allt torguterna här. Här utförde den fjärde Hedinexpeditionen (1927-1935) omfattande arkeologiska och etnografiska undersökningar under framför allt åren 1930-1931.
Sven Hedin och hans expedition hade kommit till platsen redan 28 september 1927 och här grundade expeditionsdeltagaren Waldemar Haude en av de meteorologiska stationerna kallad Tsondol. Andra expeditionsdeltagare som var med på platsen vid denna tid var den danske etnografen Henning Haslund-Christensen, etnografen Gösta Montell, arkeologen Folke Bergman och missionärssonen Georg Söderbom. Men det skulle dröja ytterligare några år innan några undersökningar gjordes på platsen.

## Folke Bergmans arkeologiska undersökningar
Folke Bergman var med 1927 när Hedins expedition kom till floden och återvände i april 1930 och kartlade området under perioden juni 1930 till sent på våren 1931. En av de lokaler och ruiner Bergman undersökte var ruinområdet Khara Khoto (även Karakoto, Kharakhoto). Här fann hann 10 000 (även 20 000 har nämnts) så kallade skriftpinnar från framför allt Handynastin men även från Xixia (1038-1227). Men även papper med skrift hittades här. Dessa dokument har studerats av ett stort antal sinologer och de anses vara en av de allra viktigaste källorna för vår kunskap om Handynastin.
Under den tredje delen av expeditionen, den så kallade "bildexpeditionen" 1933-1935, korsade man återigen floden Etsin gol men Bergman genomförde inga arkeologiska undersökningar. Däremot genomförde den kinesiske arkeologen på expeditionen undersökningar öster om Khara Khoto.
Den största delen av de arkeologiska fynden fördes till Sverige och analyserades men återsändes därefter på 1950-talet till Kina. Undantag är föremålsnummer K-13676-13824, en samling som Bergman arbetade med under sin tid på Östasiatiska museet men som sedan deponerats på Etnografiska museet. 

## Gösta Montells etnografiska undersökningar
Gösta Montell kom också till platsen 1930. Resan dit gick med bil. Georg Söderbom blev en viktig medarbetare eftersom han kunde språken och kunde agera tolk. Under sommaren 1930 reste de runt i området och samlade in framför allt etnografiskt material från torguter. Dessa samlingar finns idag på Etnografiska museet, Stockholm.